# Apolodoro (escultor)
Apolodoro fue un escultor ateniense del siglo IV a. C., apodado «el Loco, el Insensato», autor de estatuas de filósofos.

## Historia
Originario de Falero, discípulo de Sócrates, sentía admiración por su maestro hasta el fanatismo, tenía la reputación de carecer de perspectiva sobre las cosas y de espíritu crítico. Lo que se sabe de él viene del El banquete de Platón y de las Historias Varias de Claudio Eliano. Era de la misma edad que el hermano de Platón, Glaucón.